# Jean-Jacques Flahaux
Pour les articles homonymes, voir Flahaux.
Jean-Jacques F.M.Gh. Flahaux est un homme politique belge né à Pierry-lez-Epernay (France) le 19 juillet 1955, membre du MR, tendance MCC. Il est actuellement membre de Conseil communal de Braine-le-Comte.

## Biographie
Jean-Jacques Flahaux est licencié en histoire et diplômé d'études européennes. 
Après un début de carrière dans l'enseignement comme professeur d'histoire, de géopolitique et de relations internationales, ll devient directeur général de l'administration communale de Rixensart.
En 1982, il fait son entrée sur la scène politique communale à Braine-le-Comte en devenant conseiller communal. 
En 1989, il devient Premier échevin, responsable de l'État-Civil et de la promotion économique. 
En 1995, il devient bourgmestre de Braine-le-Comte, poste qu'il conserve jusque l'an 2000.
En 2006, il récupère le poste de bourgmestre.
En 2007, Il devient député à la Chambre des représentants pour la circonscription électorale du Hainaut. En cette 52e législature, il est membre effectif de la Commission de la Santé publique, de l'Environnement et du Renouveau de la Société, de la Commission des Finances et du Budget et de la Commission spéciale « Climat et Développement durable », et membre suppléant de la Commission de l'Infrastructure, des Communications et des Entreprises publiques, du Comité d'avis pour l'Émancipation sociale, de la Commission des Pétitions et de la Commission spéciale « mondialisation ». Il quitte son poste à la suite des élections de juin 2010.
En 2012, il est reconduit comme bourgmestre. 
En 2014, il est réélu député fédéral. Il siège alors au sein de la commission Infrastructures et entreprises publiques, de la commission des relations extérieures (politique étrangère, commerce extérieur, coopération au développement) et de la commission révision de la constitution et des réformes institutionnelles, en tant qu'effectif, et au sein de la commission Défense nationale en tant que membre suppléant. Il est aussi vice-président du Comité d'avis pour l'émancipation sociale (qui traite l'égalité hommes et femmes et les droits des minorités sexuelles) et membre suppléant de la commission Naturalisations et de la commission Pétitions.
En 2015, nommé Président du MR International, il décide de céder son mandat de bourgmestre à Maxime Daye. 
En 2018, il pousse la liste à l'occasion des élections communales. Il est réélu pour un sixième mandat mais quitte le Collège communal pour se concentrer sur sa carrière fédérale.
En 2022, il explique dans une vidéo pour le compte du MR international, les « apparentements » entre Fratelli d’Italia, parti de la nouvelle Première ministre Giorgia Meloni, et Benito Mussolini, en expliquant pourquoi certains Italiens de l'époque ont pu « en partie être fiers » du dirigeant fasciste. Ce qui suscite une vive polémique. Les partenaires des libéraux francophones au gouvernement accusent l'ancien député fédéral de relativiser le fascisme italien.

## Carrière politique
- Président du MR International depuis octobre 2015 et à ce titre membre du conseil de l'Alliance des Libéraux et Démocrates Européens (ALDE) et de l'Internationale Libérale
- Député fédéral de 2007 à 2010 et depuis le 19 juin 2014 jusqu'aux élections du 26 mai 2019
- Membre du conseil communal de Braine-le-Comte depuis janvier 1983
- Membre du conseil d'administration de l'intercommunale IDEA (développement économique) de la région Mons-Borinage-Centre depuis octobre 2015
- Ancien premier échevin de Braine-le-Comte (de janvier 1989 à janvier 1995)
- Ancien Bourgmestre de Braine-le-Comte (de janvier 1995 à décembre 2000 et décembre 2006 à septembre 2015)
- Ancien Président du Conseil communal de Braine-le-Comte (d'octobre 2015 à décembre 2018)
- Ancien Président de la zone de police de la Haute-Senne (depuis janvier 2007 à janvier 2013) et membre du conseil (de janvier 2001 à septembre 2015) et du collège de Police de la Haute Senne de janvier 2007 à septembre 2015
- Ancien Membre du conseil d'administration de l'Union des Villes et communes de Wallonie de mars 1989 à septembre 2015